# گراپیت (کالیفرنیا)
گراپیت (به انگلیسی: Grapit) یک منطقهٔ مسکونی در ایالات متحده آمریکا است که در شهرستان گلن، کالیفرنیا واقع شده‌است. گراپیت ۶۷ متر بالاتر از سطح دریا واقع شده‌است.